# 杉浦彦衛
杉浦 彦衛（すぎうら ひこえ、1904年（明治37年）5月28日 - 1980年（昭和55年）9月13日）は、日本の政治家。愛知県安城市長（3期）、愛知県議会議員（2期）、安城町議会議員（安城市議会議員）（1期）などを歴任した。

## 来歴

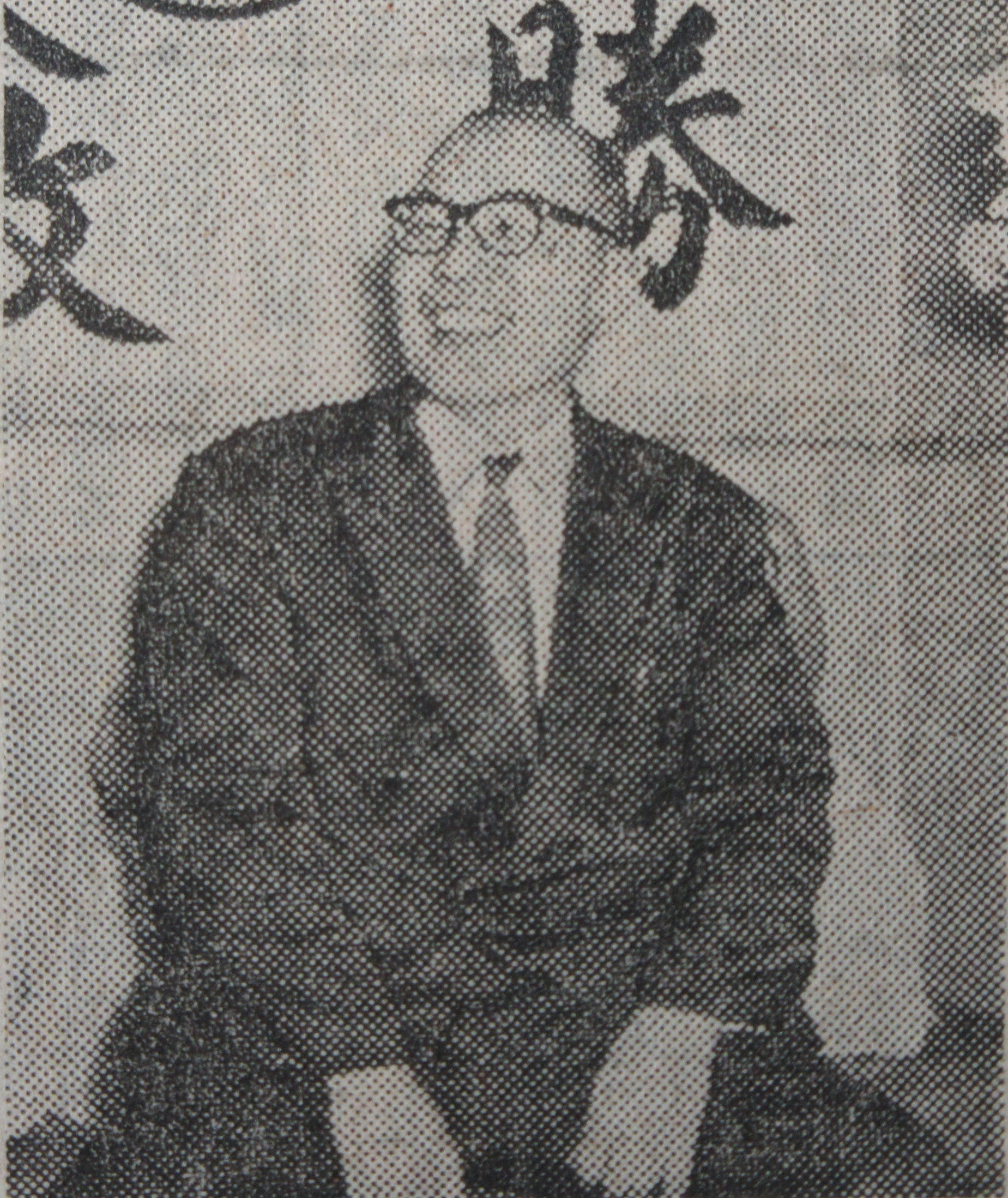
1966年の県議補選で2期目の当選を果たした杉浦。

愛知県出身。福釜信用組合の前身である報恩社の設立者、杉浦彦次（ひこじ）の長男として生まれた。愛知県立安城農林高等学校卒業。1929年（昭和4年）3月、東京農業大学農学部卒業。
アメリカ合衆国農務省昆虫局嘱託、全国販売農業協同組合連合会（全販連。全国農業協同組合連合会の前身）の農畜特産課長などを務め、戦時中は海軍省兵備局からバンコクに派遣され、農作物の現地指導にあたった。終戦で1年間抑留。帰国後、いち早く地元の福釜信用組合を建て直し、初代組合長に就任した。
1951年（昭和26年）4月の安城町議会議員に立候補し初当選。安城町は1952年（昭和27年）5月5日に市制施行し、そのまま市議会議員となる。
1955年（昭和30年）2月の第27回衆議院議員総選挙に日本民主党公認で立候補するも落選。1958年（昭和33年）の第28回衆議院議員総選挙に無所属で再度挑戦するも落選。
1959年（昭和34年）4月の愛知県議会議員選挙・安城市選挙区（定数1）に無所属で立候補し、現職で自民党公認の鶴田勝巳を748票差で破り初当選した（杉浦11,833票、鶴田11,085票）。県議時代、女手だけで農業を続ける地元福釜町の6人の主婦たちに共同作業を教え「三七穂会」を誕生させた。
1963年（昭和38年）の県議選は自民党の公認が得られるも、同じく党公認で出馬した元職の鶴田に敗れ落選。ところが鶴田は選挙違反を起こし、1965年（昭和40年）12月3日に有罪が確定したことにより失格。これに伴って1966年（昭和41年）1月30日に行われた補欠選挙に、中野四郎と浦野幸男の両代議士、市議会反主流派の支援を受けて立候補。自民党公認の大河内秀司、共産党候補らを破り再選を果たした。
1967年（昭和42年）2月4日に行われた安城市長選挙に、前年の県議補選に続いて中野四郎と浦野幸男の支援を受けて立候補。中垣国男派の現職の石原一郎を破り初当選した。
1971年（昭和46年）の市長選は再び石原との一騎打ちとなる。接戦の末、再選。1975年（昭和50年）に3期目の当選を果たし、1979年（昭和54年）、任期満了とともに政界を引退。市長在籍時は、全国で初めて農村総合整備モデル事業を実施するなど、農業の近代化を強力に推し進めた。
1980年（昭和55年）に死去。